# Pseudemoia pagenstecheri
Pseudemoia pagenstecheri — вид сцинкоподібних ящірок родини сцинкових (Scincidae). Ендемік Австралії. Вид названий на честь німецького зоолога Генріха Александера Пагенштехера.

## Поширення і екологія
Pseudemoia pagenstecheri нерівномірно поширені на південному заході Австралії, де зустрічаються в п'яти місцевостях: від високогір'їв Нового Південного Уельсу до плато Нової Англії, на базальтових рівнинах на півдні Вікторії, на сході Південної Австралії та в центральній частині Тасманії. Дослідження підтвердили, що цей вид не зустрічається на території між ареалами субпопуляцій Південної Австралії і Вікторії, між Канберрою і Блакитними горами, в регіоні долини Хантер та на самому плато Нової Англії. P. pagenstecheri живуть на помірних купинних луках, де росте дуже мало дерев. Є живородними, народжують від 2 до 7 дитинчат.